# Villepail
Villepail é uma comuna francesa na região administrativa da Pays de la Loire, no departamento de Mayenne. Estende-se por uma área de 15,7 km². Em 2010 a comuna tinha 182 habitantes (densidade: 11,6 hab./km²).